# Селищи (Нерльское сельское поселение, на Нерли)
Селищи — деревня в Калязинском районе Тверской области. Входит в состав Нерльского сельского поселения  с центром в селе Нерль. До 2006 года относилась к Яринскому сельскому округу. После объединения нескольких сельских округов в составе Нерльского сельского поселения оказалось две одноимённые деревни. Вторая — Селищи, бывшего Капшинского сельского округа.
В 1997 году — 10 хозяйств, 10 жителей.
| 2008 | 2010 |
| ---- | ---- |
| 2    | ↘0   |

В 1 км к западу расположена турбаза строительно-монтажного управления № 83 (г. Москва).

## Расположение
Деревня Селищи расположена на левом берегу реки Нерль (притока Волги), по которой в этом месте проходит граница с Ярославской областью (напротив — деревня Евстигнеево, Переславский район). До деревни идет грунтовая дорога (6 км) от деревни Волковойна на автодороге «Сергиев Посад—Калязин».

## История деревни
По данным 1859 года деревня имела 189 жителей при 29 дворах. Во второй половине XIX — начале XX века деревня относилась к Нагорской волости Калязинского уезда Тверской губернии.